# Фрирьон, Франсуа Николя
Франсуа Николя Фрирьон (фр. François Nicolas Fririon; 1766—1840) — французский военный деятель, дивизионный генерал (1809 год), барон (1810 год), участник революционных и наполеоновских войн. Имя генерала выбито на Триумфальной арке в Париже.

## Биография
Родился в семье Жана Франсуа Фрирьона (фр. Jean François Fririon), судебного пристава в суде Пон-а-Муссона, и Мари Анн Фрикасс (фр. Marie Anne Fricasse). Его дядей был генерал Жозеф Матьяс Фрирьон, а его младший брат Жозеф Франсуа Фрирьон также стал генералом Империи.
23 апреля 1782 года в возрасте 16 лет поступил на военную службу солдатом пехотного полка Артуа (с 1 января 1791 года - 48-й пехотный полк), в котором служили два его дяди. 1 января 1791 года был назначен квартирмейстером-казначеем полка. Проявлял рвение в службе, и к началу Революционных войн дослужился до лейтенанта. С 1792 года его полк входил в состав в Рейнской армии. 24 сентября 1793 года получил звание капитана. Отличился при обороне линий Висамбура. 6 октября 1794 года произведён в командиры батальона 95-й линейной полубригады. 2 ноября 1794 года стал адъютантом инспектора пехоты Рейнско-Мозельской армии генерала Шоанбура. 9 марта 1797 года получил звание командира бригады (полковник). С 22 ноября 1798 года исполнял обязанности начальника штаба дивизии генерала Атри в Итальянской армии генерала Шерера, сражался близ Вероны 26 марта 1799 года и Маньяно 5 апреля 1799 года. В июне 1799 года получил должность заместителя начальника штаба Итальянской армии, а 4 декабря 1799 года – заместителя начальника штаба Рейнской армии генерала Моро. Блестящие действия в кампании принесли ему 17 июля 1800 года звание бригадного генерала. Отличился в сражении 3 декабря 1800 года при Гогенлиндене, после чего был назначен комендантом Зальцбурга.
6 октября 1802 года стал командующим департамента Нижний Рейн. 1 сентября 1805 года получил должность начальника штаба 1-го резервного корпуса маршала Брюна. 11 сентября 1805 года переведён к маршалу Массена в Итальянскую армию помощником начальника штаба армии. С 23 декабря 1805 года состоял в штабе корпуса принца Богарне, блокирующего Венецию. В 1806 году – начальник штаба вице-короля Италии и комендант Венеции.
4 ноября 1806 года был назначен командиром 1-й бригады пехотной дивизии Буде. В 1807 году в составе наблюдательного корпуса маршала Брюна Великой Армии участвовал в осаде Штральзунда, которая длилась до 20 августа 1807 года, когда шведский гарнизон покинул город. 25 августа он и капитан французского флота Монкабрие атаковали укреплённый остров Денхольм между Штральзундом и Рюгеном. Французские силы численностью 1200 человек включали один батальон 3-го полка лёгкой пехоты, два артиллерийских орудия и расчёты, а также отряды сапёров, минёров и матросов Императорской гвардии на 200 лодках. Операция прошла успешно, обошлась французам всего в 15 убитых и 26 раненых. Шведский гарнизон из 900 человек потерял 50 человек убитыми, 75 ранеными и 517 пленными. Шесть полевых орудий и восемь тяжёлых пушек также попали в руки французов. В следующем году он служил под командованием маршала Бернадота в Дании, и командовал на острове Зеландия шестью испанскими батальонами полков «Астуриа» и «Гвадалахара». Войска, расположившиеся сначала лагерем под Роскельдом, в 30 км от Копенгагена, отрабатывали французские манёвры и продемонстрировали отличное расположение духа. Ничто не говорило о намерении этих испанцев восстать; но когда они узнали о дезертирстве маркиза Романы, они восстали 31 июля 1808 года против генерала Фрирьона, которого хотели растерзать. Они предварили эту ужасную попытку резней двух французских офицеров, полных заслуг и храбрости, которых они пронзили ударами. Генерал Фрирьон, закрыв двери своих апартаментов, готов дорого продать свою жизнь; его окружают несколько смельчаков, готовых разделить его судьбу или спасти его. К счастью де Ториньи, датский офицер и ординарец генерала Фрирьона  выдаёт французам мундиры датских солдат. Именно с помощью этой маскировки Фрирьону и трём французским офицерам удалось избежать почти неминуемой гибели. Испанцы, окружённые превосходящими силами, вынуждены были сложить оружие. Принимал участие в Австрийской кампании 1809 года. 21 и 22 мая отличился при обороне деревни Эсслинг, которую дивизия Буде героически защищала в течение большей части двух дней от неоднократных австрийских атак. Наконец, в 15:00 22 мая войска были изгнаны из деревни, за исключением амбара, где устояли Буде и несколько гренадеров. Маршал Ланн, присутствовавший при его манёврах в тот день, сказал ему: «Генерал, вы покрываете себя славой, вы и ваша бригада; Я доложу о вашем поведении Императору». Позже Эсслинг был снова взят Имперской гвардией, но Ланн был смертельно ранен в бою. 30 июня 1809 года назначен начальником штаба 4-го армейского корпуса маршала Массена, вместо генерала Бекера, который был отстранён от командования за негативные высказывания о Наполеоне. Был при Ваграме и Цнайме.
27 июля 1809 года произведён в дивизионные генералы. С 21 апреля 1810 года занимал пост начальника штаба Армии Португалии маршала Массена. При осаде Алмейды Фририон предъявил ультиматум Уильяму Коксу, командиру крепости, после того, как взорвался главный магазин форта, убив 600 защитников. Кокс сдался на следующий день, 27 августа. Битва при Бусаку произошла 27 сентября 1810 года. Вечером 26 сентября 1810 года, накануне битвы при Бусаку, Фрирьон рекомендовал атаковать англо-португальскую армию Веллингтона с фланга, а не напрямую. Массена отверг эту идею, сказав: «Вы из Рейнской армии, вам нравится маневрировать; это первый раз, когда Веллингтон кажется готовым дать бой. Я воспользуюсь случаем». Атака потерпела неудачу: французы потеряли 4479 человек убитыми, ранеными или взятыми в плен против всего 1252 потерь союзников. В то время как французская армия стояла перед линиями Торриш-Ведраш, Фрирьон призвал вывести 8-й корпус с незащищенной позиции у деревни Собрал. Участвовал в сражении при Фуэнтес-де-Оньоро и в осаде Бадахоса. 7 сентября 1811 года вследствие болезни возвратился во Францию. Историк Чарльз Оман писал, что Фрирьон был «учёным» и хорошо ладил со своими однополчанами. Однако Массена, похоже, слишком полагался на своего старшего адъютанта Пеле-Клозо и иногда менял свои инструкции, не посоветовавшись с Фрирьоном. Конечно, во время кампании среди подчинённых Массены были трения.
6 июля 1812 года назначен генеральным инспектором пехоты 1-го военного округа в Париже. С 23 октября по 18 ноября 1812 года исполнял обязанности командующего 1-го военного округа и военного коменданта Парижа. При первой Реставрации состоял генеральным инспектором пехоты. Во время «Ста дней» присоединился к Императору и с 12 мая 1815 года занимался организацией пехотных полков 1-го военного округа. После второй Реставрации вышел в отставку. 22 апреля 1832 года был назначен комендантом Дома Инвалидов. Умер 25 сентября 1840 года в возрасте 74 лет.
Сын генерала опубликовал в 1841 году статью о Португальской кампании под названием Journal historique de la campagne de Portugal. Работа не одобряла помощника Массены Пеле. Но в отличие от других, которые писали, что Пеле имел чрезмерное влияние на маршала, Фрирьон преуменьшал роль помощника. Уязвленный критикой, Пеле позже написал свою собственную историю кампании. В своей истории португальской кампании Фрирьон проницательно писал о многочисленных преувеличенных бюллетенях Наполеона: «Вот как писалась история в то время; именно сообщениями с таким лживым описанием была предпринята попытка успокоить встревоженные семьи. что, обманывая их таким образом, правительство сделало врагами всех тех, кто какое-то время верил в точность Бюллетеней и вскоре после этого потерял свою иллюзию, когда узнал о печальных концах своих сыновей и братьев?»

## Воинские звания
- Солдат (23 апреля 1782 года);
- Капрал (16 сентября 1783 года);
- Капрал-фурьер (1 июня 1784 года);
- Лейтенант (31 мая 1792 года);
- Капитан (24 сентября 1793 года);
- Командир батальона (6 октября 1794 года);
- Полковник штаба (9 марта 1797 года);
- Бригадный генерал (17 июля 1800 года);
- Дивизионный генерал (27 июля 1809 года).

## Титулы
- Барон Фрирьон и Империи (фр. baron Fririon et de l'Empire; декрет от 15 августа 1809 года, патент подтверждён 31 января 1810 года, Париж)[1][2].

## Награды
Легионер ордена Почётного легиона (11 декабря 1803 года)
 Коммандан ордена Почётного легиона (14 июня 1804 года)
 Большой крест датского ордена Даннеброг (7 февраля 1809 года)
 Кавалер Военного ордена Святого Людовика (8 июля 1814 года)
 Великий офицер ордена Почётного легиона (1 мая 1821 года)
 Рыцарь Большого креста шведского ордена Меча (2 августа 1839 года)